# Я буду танцювати
«Я буду танцювати» (азерб. «Mən rəqs edəcəyəm») — радянський музичний фільм, присвячений життю і творчості народного артиста СРСР Махмуда Есамбаєва. Фільм знятий в 1962 році кіностудією «Азербайджанфільм» режисером Тофіком Тагі-заде. В основу фільму ліг нарис Ідріса Базоркіна «Праця і троянди».

## Сюжет
Виходець з чеченської сім'ї, Махмуд Ішхоєв (грає Махмуд Есамбаєв) з юних років любить танцювати, однак його батько (грає Володимир Тхапсаєв) проти того, щоб син танцював. Він каже, що «чеченцям потрібен лікар, потрібен інженер, блазень не потрібен». Через це і всі проблеми в сім'ї. Друг, з яким батько Махмуда уклав угоду, відмовляється видати свою дочку заміж за Махмуда, назвавши його безчесним.
Але Махмуд не здається, продовжує танцювати і незабаром стає Народним артистом Республіки. На традиційному святі він чудово виконує старовинний чеченський танець. До кінця фільму Махмуд мириться з батьком. Це правда з його біографії. У Махмуда з батьком взаємини з самого початку були не дуже добрими. Батько був проти танців категорично. Махмуд навіть взяв прізвище матері, яка померла під час депортації, а не батька, прізвище батька Ішхоєв.

## У ролях
- Махмуд Есамбаєв — Махмуд Ішхоєв
- Володимир Тхапсаєв — батько Ішхоєва
- Мінавар Келентерлі — Сона
- Раміз Азізбейлі — Шапі
- Лейла Абашидзе — Догмара
- Ольга Жизнєва — Віра Павлівна
- Окюма Курбанова — епізод
- Аділь Іскендеров — епізод
- Талят Рахманов — администратор
- Сона Асланова — епізод
- Гюндуз Аббасов — епізод
- Мустафа Марданов — листоноша
- Костянтин Барташевич — Павлов
- Алекпер Гусейн-заде
- Альві Денієв — Абдулла
- Сона Гаджиєва — гардеробниця
- Багадур Алієв — гість

## Знімальна група
- Режисер — Тофік Тагі-Заде
- Сценаристи — Ідріс Базоркін, Тофік Тагі-Заде
- Оператор — Расім Оджагов
- Композитор — Рауф Гаджиєв
- Художник — Кяміль Наджафзаде